# Stereodon nemorosus
Stereodon nemorosus là một loài Rêu trong họ Hypnaceae. Loài này được (Koch ex Brid.) Lindb. mô tả khoa học đầu tiên năm 1872.